# Evelio Droz
Evelio Droz Ramos (San Juan, Puerto Rico, 10 de mayo de 1937 - 26 de julio de 2025) fue un jugador de baloncesto puertorriqueño que compitió en los Juegos Olímpicos de Verano de 1960 y en los Juegos Olímpicos de Verano de 1964. Jugó para los Vaqueros de Bayamón para la liga BSN en Puerto Rico desde el año 1957 al 1970. A nivel local e internacional fue uno de los jugadores más destacados en la pintura, jugando en el Mundial de 1959 estando entre los líderes en rebotes.

## Biografía
Cursó estudios en la Interamericana de San Germán donde obtuvo un bachillerato en economía. Evelio ¨El Potro¨ Droz comenzó con Bayamon en el 1957 y participó con ellos durante catorce temporadas, ganando dos campeonatos. Terminó promediando 13.4 puntos por juego y dominando en la pintura durante su exitosa carrera. Jugó de la selección nacional en varios torneos, incluyendo el gran equipo olímpico del 1964 que quedó en la cuarta posición.
Evelio fue exaltado al Pabellón de la Fama del Deporte Puertorriqueño en el 1997. También recibió  el premio “Pachín” Vicéns en el 2013. Y es padre de la activista puertorriqueña y Prisionera Política, Nina Droz.